# Rellotge polar
El  Rellotge polar  és un tipus de rellotge de sol que té el seu pla paral·lel eix terrestre. Es tracta d'un rellotge amb pla inclinat sobre l'horitzó del lloc un angle equivalent a la latitud i orientat perpendicularment al meridià del lloc..Aquesta característica fa que tingui les línies horàries paral·leles entre si, a més de ser paral·leles a l'estil. Aquests rellotges tenen altres característiques com la de ser  universals, és a dir vàlids per a qualsevol latitud sense canvi en la xarxa horària, situat al pol, es torna vertical, a l'equador, es torna horitzontal. Aquest tipus de rellotges, com els horitzontals i els equatorials (generalment de tipus armil·lar) són molt habituals en els jardins i cementiris com a motiu ornamental.
- Traçat de les hores (rectes paral·leles)
- 'K' és el gnòmon en forma rectangular (Hores extremes)

## Característiques

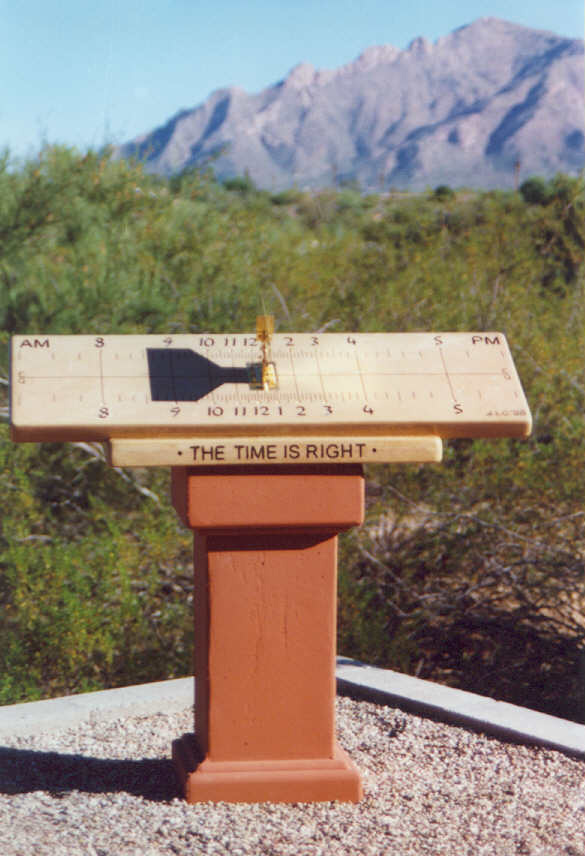
Rellotge polar de grans dimensions en una latitud boreal

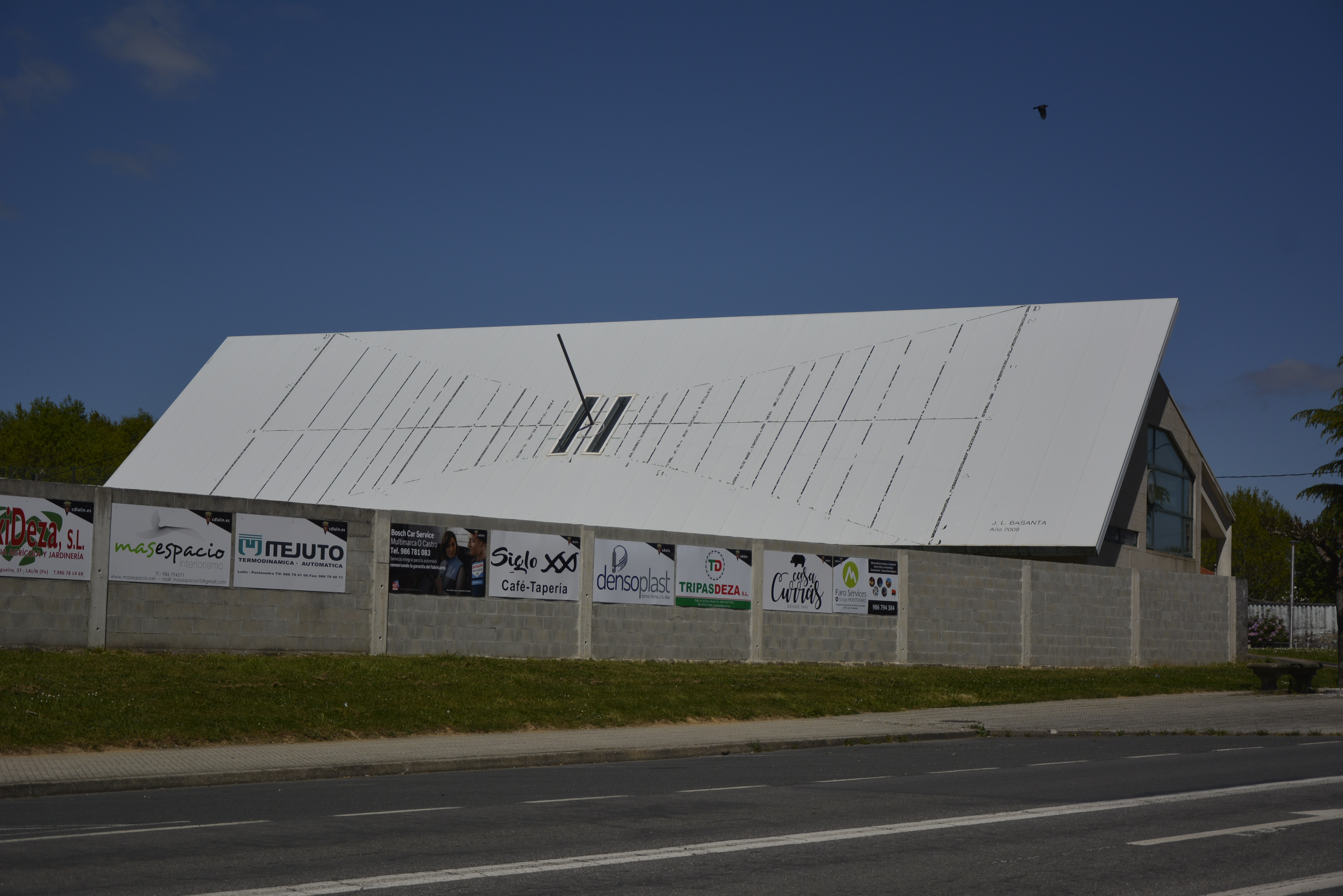
Rellotge de sol polar monumental a Lalín (Galícia).

Les línies horàries d'aquest rellotge són paral·leles a l'estil del rellotge (generalment en forma de rectangle), sent simètriques respecte a les XII. Existeixen disposicions d'aquest tipus de rellotges amb dos estils, un cobreix les hores matutines mentre que l'altre ho fa amb les vespertines en aquests casos s'anomena rellotge polar de gnòmon doble. Per regla general es considera un rellotge polar aquell que posseeix el seu pla perpendicular al meridià del lloc (és a dir inclinat un valor igual a la latitud {\displaystyle \varphi }) i orientat al migdia del lloc. Les hores són espaiades d'acord amb una llei de tangents que impedeix marcar les hores exactes de l'ocàs i de l'orto. La superfície d'aquest rellotge és sempre ortogonal a la d'un rellotge equatorial pla.
Les línies horàries són paral·leles entre si i la seva distància d En comparació amb la línia de les XII en l'equinocci s'obté de la relació
{\displaystyle d=\alpha \tan H,\,}
sent α l'alçada de l'estil en relació amb la taula, i H l'hora de l'hora des del migdia. Per tant, la distància entre les línies de les 9 i les 12, així com entre les línies de les 12 i les 3, és igual a l'altura de l'estil.

## Usos
El fàcil traçat d'aquest tipus de rellotges i la disposició horària tan especial ha donat lloc al seu ús extensiu com rellotges memorials en els cementiris d'Anglaterra i Estats Units. Aquest tipus de rellotges té forma de creu que s'inclina un valor igual a la latitud i s'orienta al sud, de tal manera que un ortoestil decorat, o fins i tot una cantonada de la creu proporciona l'ombra sobre els costats de la mateixa.